# مرحله گروهی جام کارائیب کونکاکاف ۲۰۲۵
مرحله گروهی جام کارائیب کونکاکاف ۲۰۲۵ از ۱۹ اوت تا ۲ اکتبر ۲۰۲۵ برگزار می‌شود. در مجموع ۱۰ تیم در مرحله گروهی برای تعیین ۴ تیم راه یافته به مرحله حذفی جام کارائیب کونکاکاف ۲۰۲۵ به رقابت می‌پردازند.

## قرعه‌کشی
قرعه‌کشی مرحله گروهی در تاریخ ۳ ژوئن ۲۰۲۵ ساعت ۱۷:۰۰ به وقت شرق آمریکا (یوتی‌سی ۴-) در میامی، فلوریدا، ایالات متحده برگزار شد. ۱۰ تیم شرکت‌کننده پیش از این بر اساس رتبه‌بندی باشگاهی کونکاکاف خود تا تاریخ ۲ ژوئن ۲۰۲۵، در پنج گلدان دو تیمی قرار می‌گرفتند، به جز تیم‌های گلدان ۵ که برای قهرمان و نایب قهرمان جام باشگاهی کارائیب ۲۰۲۵ رزرو شده بود.
| گلدان | تیم            | رتبه | امتیاز |
| ----- | -------------- | ---- | ------ |
| ۱     | سیبائو         | ۸۰   | ۱,۰۶۶  |
| ۱     | مونت پلزنت     | ۸۶   | ۱,۰۵۸  |
| ۲     | کاوالیر        | ۹۱   | ۱,۰۵۲  |
| ۲     | رابین‌هود       | ۱۰۱  | ۱,۰۴۲  |
| ۳     | دیفنس فورس     | ۱۰۴  | ۱,۰۴۰  |
| ۳     | او و ام        | ۱۳۲  | ۱,۰۰۱  |
| ۴     | یوونتوس ده کای | ۱۳۶  | ۹۹۳    |
| ۴     | سنترال         | ۱۶۸  | ۹۳7    |
| ۵     | موکا           | —    | —      |
| ۵     | ویموث ولز      | —    | —      |

برای مرحله گروهی، ۱۰ تیم به دو گروه پنج تیمی (گروه‌های A و B) تقسیم شدند که شامل یک تیم از هر پنج گلدان بود. تیم‌های گلدان ۱ ابتدا قرعه‌کشی شدند و در جایگاه اول گروه خود قرار گرفتند، از گروه A شروع کردند و سپس به گروه B رفتند. همین روال برای تیم‌های گلدان‌های ۲، ۳، ۴ و ۵ نیز دنبال شد و آنها به ترتیب در جایگاه‌های ۲، ۳، ۴ و ۵ در گروهی که به آن کشیده شده بودند، قرار گرفتند. هر گروه نباید بیش از دو باشگاه از یک فدراسیون ملی داشته باشد. در زمان قرعه‌کشی گروه‌ها هیچ محدودیتی اعمال نشد.
قرعه‌کشی منجر به گروه‌های زیر شد:
| مو | تیم        |
| -- | ---------- |
| A۱ | مونت پلزنت |
| A۲ | رابین‌هود   |
| A۳ | او و ام    |
| A۴ | سنترال     |
| A۵ | موکا       |

| مو | تیم            |
| -- | -------------- |
| B۱ | سیبائو         |
| B۲ | کاوالیر        |
| B۳ | دیفنس فورس     |
| B۴ | یوونتوس ده کای |
| B۵ | ویموث ولز      |

## فرمت
در مرحله گروهی، هر گروه به صورت نوبت‌گردشی بازی می‌کند و تیم‌ها یک بار در مقابل یکدیگر بازی می‌کنند و در مجموع چهار بازی برای هر تیم (دو بازی خانگی و دو بازی خارج از خانه) انجام می‌شود. تیم‌ها بر اساس معیارهای زیر رتبه‌بندی می‌شوند (ماده ۱۲.۸.۱ آیین‌نامه).:
1. امتیاز (۳ امتیاز برای برد، ۱ امتیاز برای تساوی و ۰ امتیاز برای باخت)؛
2. تفاضل گل؛
3. گل‌های زده؛
4. اگر دو یا چند تیم پس از اعمال معیارهای فوق همچنان مساوی باشند، رتبه‌بندی آنها به شرح زیر تعیین می‌شود:
  1. امتیاز در مسابقات انجام شده بین تیم‌های مساوی؛
  2. تفاضل گل در مسابقات انجام شده بین تیم‌های مساوی (اگر بیش از دو تیم امتیاز مساوی داشته باشند)؛
  3. گل‌های زده شده در مسابقات انجام شده بین تیم‌های مساوی (اگر بیش از دو تیم امتیاز مساوی داشته باشند)؛
  4. کمترین تعداد امتیاز انضباطی، بر اساس معیارهای زیر:
    1. کارت زرد: به علاوه ۱ امتیاز؛
    2. کارت زرد دوم/کارت قرمز غیرمستقیم: به علاوه ۳ امتیاز؛
    3. کارت قرمز مستقیم: به علاوه ۴ امتیاز؛
    4. کارت زرد و کارت قرمز مستقیم: به علاوه ۵ امتیاز؛
5. قرعه‌کشی توسط کونکاکاف.

تیم‌های اول و دوم هر گروه به مرحله نیمه‌نهایی حذفی راه یافتند.

## برنامه
برنامه مسابقات به شرح زیر است.
| هفته   | تاریخ                | مسابقات                              |
| ------ | -------------------- | ------------------------------------ |
| هفته ۱ | ۱۹–۲۱ اوت            | تیم ۱ مقابل تیم ۲، تیم ۳ مقابل تیم ۴ |
| هفته ۲ | ۲۶–۲۸ اوت            | تیم ۵ مقابل تیم ۱، تیم ۲ مقابل تیم ۴ |
| هفته ۳ | ۱۶–۱۸ سپتامبر        | تیم ۴ مقابل تیم ۵، تیم ۲ مقابل تیم ۳ |
| هفته ۴ | ۲۳–۲۵ سپتامبر        | تیم ۴ مقابل تیم ۱، تیم ۳ مقابل تیم ۵ |
| هفته ۵ | ۳۰ سپتامبر – ۲ اکتبر | تیم ۱ مقابل تیم ۳، تیم ۵ مقابل تیم ۲ |

## گروه‌ها

### گروه A
| رتبه | باشگاه     | ب | پ | م | ش | گ‌ز | گ‌خ | ت‌گ | امتیاز | صلاحیت             |
| ---- | ---------- | - | - | - | - | -- | -- | -- | ------ | ------------------ |
| ۱    | مونت پلزنت | ۰ | ۰ | ۰ | ۰ | ۰  | ۰  | ۰  | ۰      | صعود به مرحله حذفی |
| ۲    | او و ام    | ۰ | ۰ | ۰ | ۰ | ۰  | ۰  | ۰  | ۰      | صعود به مرحله حذفی |
| ۳    | سنترال     | ۰ | ۰ | ۰ | ۰ | ۰  | ۰  | ۰  | ۰      |                    |
| ۴    | موکا       | ۰ | ۰ | ۰ | ۰ | ۰  | ۰  | ۰  | ۰      |                    |
| ۵    | رابین‌هود   | ۰ | ۰ | ۰ | ۰ | ۰  | ۰  | ۰  | ۰      |                    |

| مونت پلزنت  | ۱–۰   | رابین‌هود |
| ----------- | ----- | -------- |
| McCalla ۳۵' | گزارش |          |

| او و ام | v | سنترال |
| ------- | - | ------ |
|         |   |        |

| رابین‌هود | v | سنترال |
| -------- | - | ------ |
|          |   |        |

| موکا | v | مونت پلزنت |
| ---- | - | ---------- |
|      |   |            |

| سنترال | v | موکا |
| ------ | - | ---- |
|        |   |      |

| رابین‌هود | v | او و ام |
| -------- | - | ------- |
|          |   |         |

| سنترال | v | مونت پلزنت |
| ------ | - | ---------- |
|        |   |            |

| او و ام | v | موکا |
| ------- | - | ---- |
|         |   |      |

| موکا | v | رابین‌هود |
| ---- | - | -------- |
|      |   |          |

| مونت پلزنت | v | او و ام |
| ---------- | - | ------- |
|            |   |         |

### گروه B
| رتبه | باشگاه         | ب | پ | م | ش | گ‌ز | گ‌خ | ت‌گ | امتیاز | صلاحیت             |
| ---- | -------------- | - | - | - | - | -- | -- | -- | ------ | ------------------ |
| ۱    | سیبائو         | ۰ | ۰ | ۰ | ۰ | ۰  | ۰  | ۰  | ۰      | صعود به مرحله حذفی |
| ۲    | کاوالیر        | ۰ | ۰ | ۰ | ۰ | ۰  | ۰  | ۰  | ۰      | صعود به مرحله حذفی |
| ۳    | دیفنس فورس     | ۰ | ۰ | ۰ | ۰ | ۰  | ۰  | ۰  | ۰      |                    |
| ۴    | یوونتوس ده کای | ۰ | ۰ | ۰ | ۰ | ۰  | ۰  | ۰  | ۰      |                    |
| ۵    | ویموث ولز      | ۰ | ۰ | ۰ | ۰ | ۰  | ۰  | ۰  | ۰      |                    |

| سیبائو                         | ۲–۰   | کاوالیر |
| ------------------------------ | ----- | ------- |
| - De la Cruz ۲۰' - Ventura ۷۳' | گزارش |         |

| دیفنس فورس | v | یوونتوس ده کای |
| ---------- | - | -------------- |
|            |   |                |

| ویموث ولز | v | سیبائو |
| --------- | - | ------ |
|           |   |        |

| کاوالیر | v | یوونتوس ده کای |
| ------- | - | -------------- |
|         |   |                |

| کاوالیر | v | دیفنس فورس |
| ------- | - | ---------- |
|         |   |            |

| یوونتوس ده کای | v | ویموث ولز |
| -------------- | - | --------- |
|                |   |           |

| یوونتوس ده کای | v | سیبائو |
| -------------- | - | ------ |
|                |   |        |

| دیفنس فورس | v | ویموث ولز |
| ---------- | - | --------- |
|            |   |           |

| ویموث ولز | v | کاوالیر |
| --------- | - | ------- |
|           |   |         |

| سیبائو | v | دیفنس فورس |
| ------ | - | ---------- |
|        |   |            |